# Metabus ocellatus
Espèce
Synonymes
- Tetragnatha ocellata Keyserling, 1864
- Metabus gravidus O. Pickard-Cambridge, 1899

Metabus ocellatus est une espèce d'araignées aranéomorphes de la famille des Tetragnathidae.

## Distribution
Cette espèce se rencontre en Amérique, du Mexique à la Guyane.

## Publication originale
- Keyserling, 1864 : Beschreibungen neuer und wenig bekannter Arten aus der Familie Orbitelae Latr. oder Epeiridae Sund. Sitzungsberichte und Abhandlungen der Naturwissenschaftlichen Gesellschaft Isis in Dresden, vol. 1863, p. 63-98 & 119-154.